# San Nicolás, Chile
San Nicolás este un târg și comună din provincia Ñuble, regiunea Bío Bío, Chile, cu o populație de 10.631 locuitori (2012) și o suprafață de 490,5 km2.